# Hemibagrus microphthalmus
Hemibagrus microphthalmus és una espècie de peix de la família dels bàgrids i de l'ordre dels siluriformes.

## Morfologia
Els mascles poden assolir els 133 cm de longitud total.

## Distribució geogràfica
Es troba a les conques del riu Manipur a l'Índia, dels rius Irrawaddy i Sittang a Myanmar, del riu Salween a Tailàndia i del Mekong al sud del Laos.